# اچ‌دی ۳۳۵۶۴
اچ‌دی ۳۳۵۶۴ یک ستاره است که در صورت فلکی زرافه قرار دارد.